# St. Bonifatius (Gehülz)

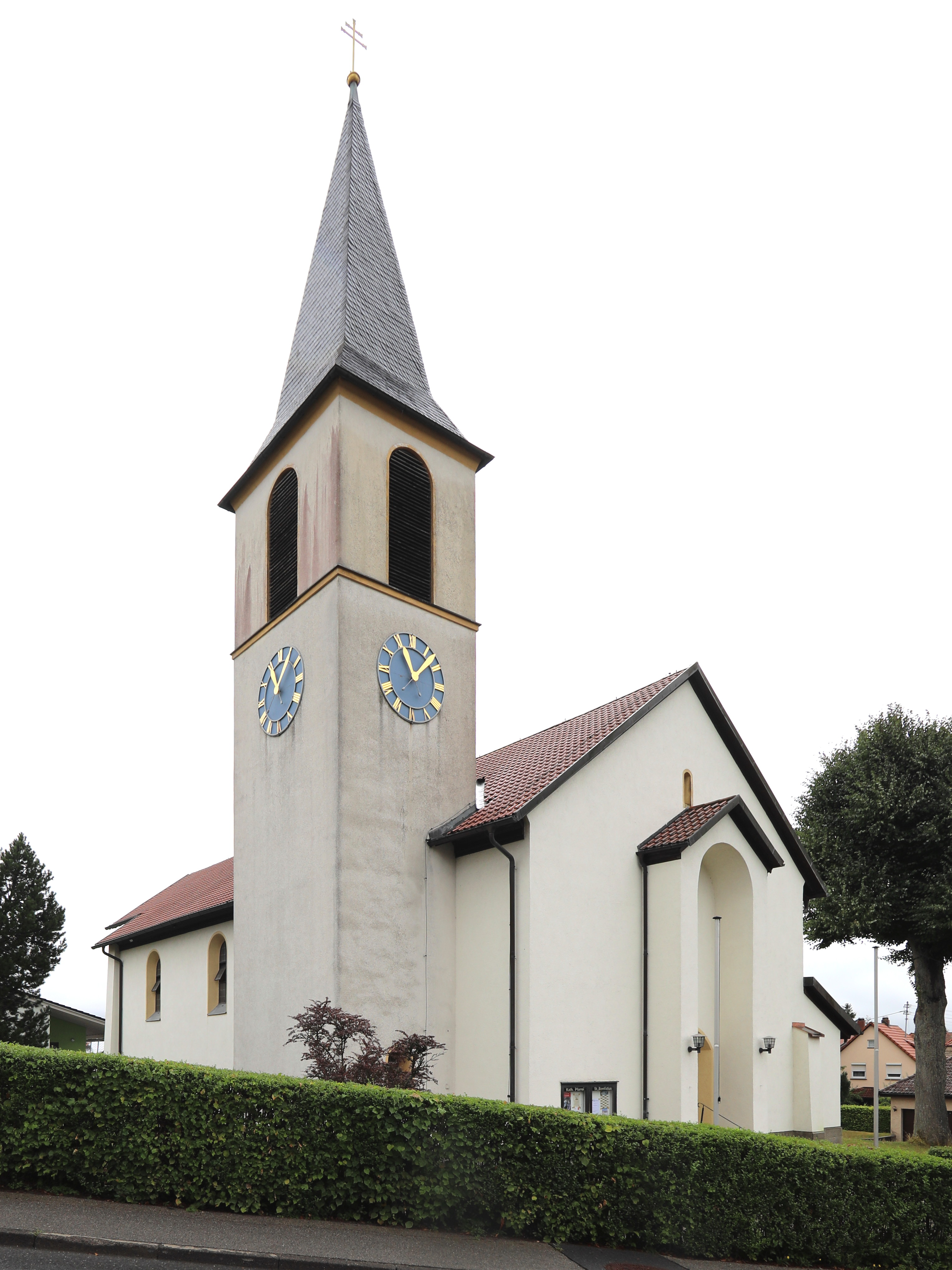
Katholische Pfarrkirche St. Bonifatius in Gehülz

Die römisch-katholische Pfarrkirche St. Bonifatius steht an der Ortsstraße Breitenloh des Gemeindeteils Gehülz der oberfränkischen Kreisstadt Kronach im Landkreis Kronach. Der denkmalgeschützte Sakralbau stammt aus dem Jahr 1933 und wurde von Georg Holzbauer geplant. Die Pfarrei gehört zum Dekanat und Seelsorgebereich Kronach des Erzbistums Bamberg.

## Baugeschichte
Im Jahr 1900 hatte die Landgemeinde Gehülz 776 Einwohner mit katholischer Konfession, die zur Stadtpfarrei Kronach gehörten, im Jahr 1925 waren es 963. Die Gründung des Kirchenbauvereins Gehülz zur Errichtung einer katholischen Kirche in Breitenloh-Entmannsdorf erfolgte 1906. Erst im Jahr 1921 kam es zum Bau einer Notkirche und bereits 1922 zur Gründung der Kuratie Breitenloh, die die Gemeindeteile von Gehülz sowie Teile von Dobersgrund umfasste.
In der ersten Hälfte des Jahres 1932 beauftragte die Breitenloher Kirchenverwaltung den Münchener Architekten Georg Holzbauer mit der Planung eines Kirchenneubaus in Breitenloh. Der Baukunstausschuss des Staatsministeriums für Unterricht und Kultus in München genehmigte die Pläne am 17. Juli 1932.
Die Grundsteinlegung erfolgte am 8. Oktober 1933, am 19. Oktober 1933 war das Richtfest und die Konsekration durch den Erzbischof Jacobus von Hauck am 14. Oktober 1934. Im Hochaltar wurden Reliquien der heiligen Märtyrer Maximus und Benigna eingelassen und die Kirche auf den Namen und zum Gedenken an den heiligen Bischof und Märtyrer Bonifatius feierlich geweiht. Als Jahrestag der Weihe wurde der zweite Sonntag im Oktober bestimmt. Im Jahr 1935 wurde die Notkirche abgebrochen. Die Erhebung zur Pfarrei war am 1. Juli 1937.
Renovierungen ließ die Gemeinde unter anderem in den Jahren 1959, 1969, 1974 und 1991 durchführen.
Bei der Neugestaltung des Innenraums von St. Bonifatius im Jahr 1974 wurde im Altarraum ein vom Kronacher Bildhauer Heinrich Schreiber geschaffenes Holzkreuz aufgehängt. Es zeigt eine Ganzkörperdarstellung des Gekreuzigten mit vereinfachten Grundzügen und veränderten Proportionen, die bei den Gemeindemitgliedern nicht uneingeschränkt Zustimmung fand. Nach einer 1984 unter den Gottesdienstbesuchern durchgeführten Befragung wurde das Kreuz 1991 aus der Kirche entfernt. Im Jahr 2009 wurde es an den Heimatpflegeverein Gehülz/Seelach/Ziegelerden veräußert und nach einer Restaurierung durch Bildhauer Schreiber schließlich im Juni 2013 an der Fassade des Jugendbildungshauses am Knock in Teuschnitz angebracht.

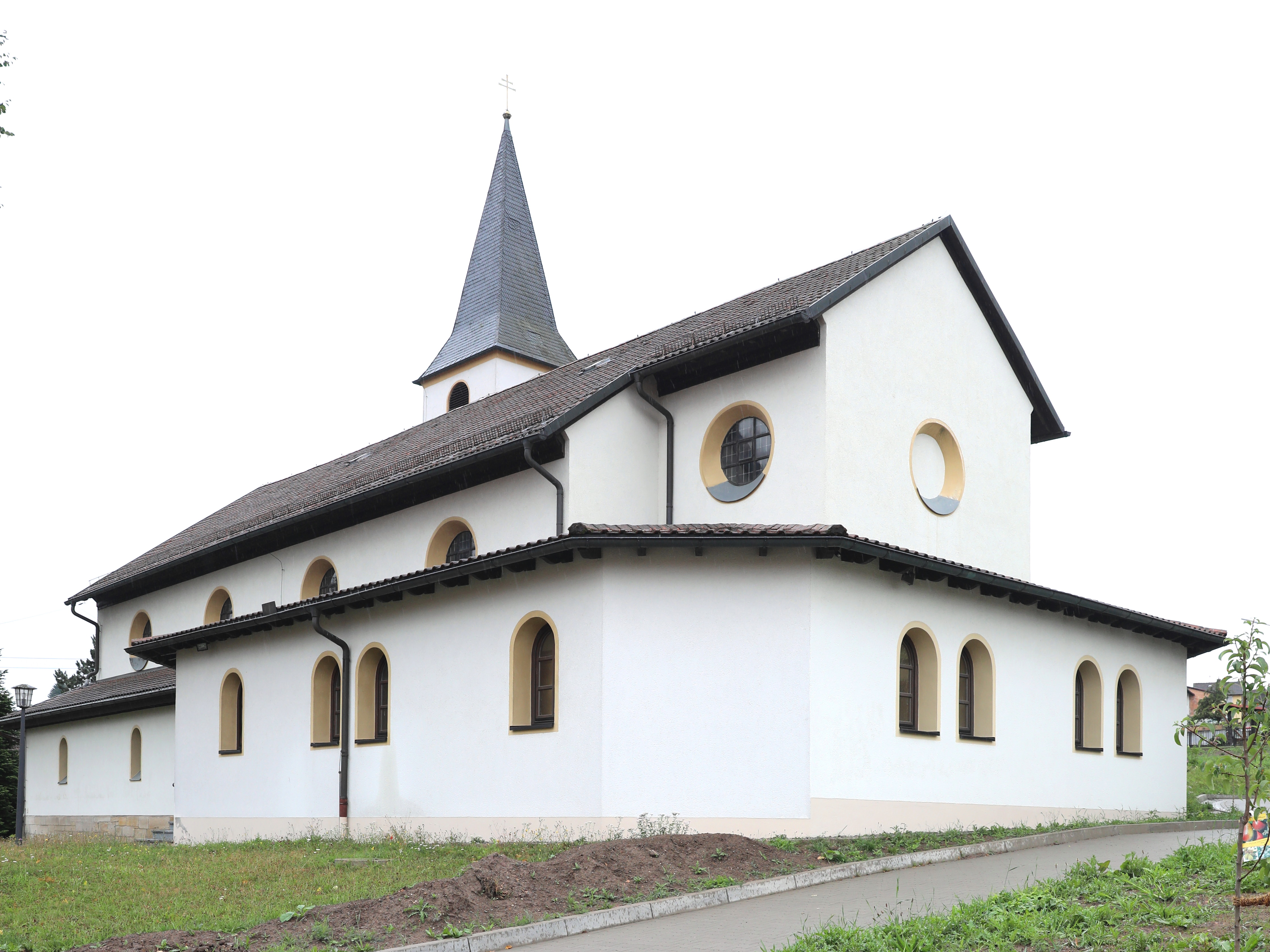
Chor und Sakristei

## Baubeschreibung
Das nach Norden ausgerichtete, längsrechteckige Gotteshaus steht an der Grenze zwischen den beiden ehemaligen Gemeindeteilen Breitenloh und Entmannsdorf und ist mit einfachen romanisierenden Formen gestaltet. Der Saalbau mit einem östlichen Seitenschiff hat glatt verputzte und hell gefasste Mauerwerkswände. Er besteht aus einem Langhaus mit einem ziegelgedeckten Satteldach, einem eingezogenen Chor mit einem geraden Schluss sowie einem runden Triumphbogen und einem seitlich, am südwestlichen Ende angeordneten Glockenturm mit einem spitzen, schiefergedeckten Pyramidendach. Das östlich angeordnete Seitenschiff hat ein ziegelgedecktes Pultdach und geht in den nordöstlichen, breiteren Sakristeianbau über.
Eine hölzerne Balkendecke überspannt den Innenraum, der auf der Westseite von drei großen Rundbogenfenstern und auf der Ostseite oben von vier großen Rundfenstern und unten von drei kleinen Rundbogenfenstern belichtet wird. Vier Korbbogenarkaden verbinden das Hauptschiff mit dem Seitenschiff.

### Ausstattung
Eine gefasste Holzfigur rechts des Triumphbogens zeigt die Immaculata und trägt die Bezeichnung „EF 1776“ Andreas Franns.